# Saropogon fracipes
Saropogon fracipes là một loài ruồi trong họ Asilidae. Saropogon fracipes được Hutton miêu tả năm 1901. Loài này phân bố ở miền Australasia.